# Višnje (gmina Ivančna Gorica)
Višnje – wieś w Słowenii, w gminie Ivančna Gorica. W 2018 roku liczyła 82 mieszkańców.